# Landgrafschaft im Unterelsass

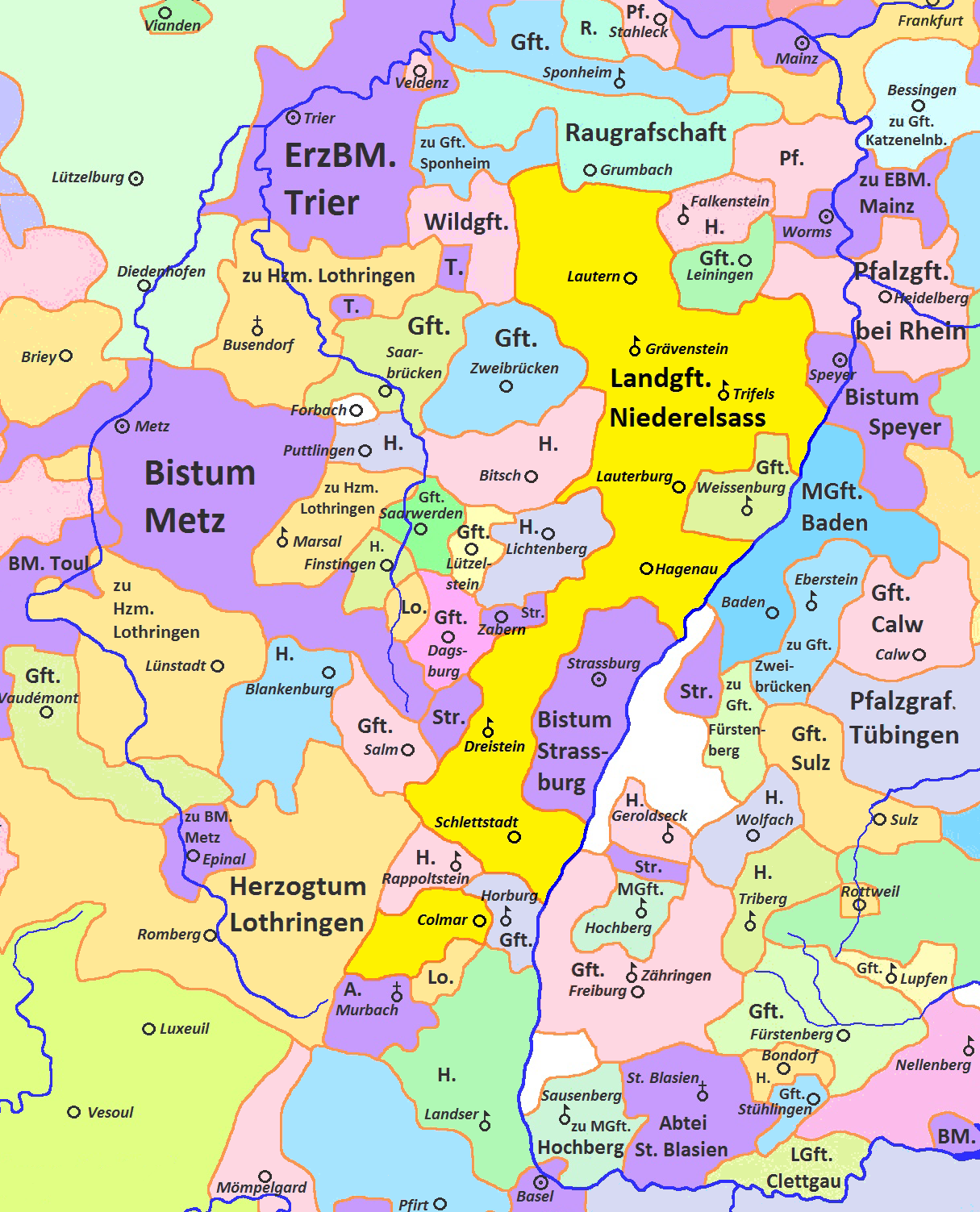
Die Landgrafschaft im Unterelsass (gelb) um das Jahr 1250

Die Landgrafschaft im Unterelsass war eine Landgrafschaft des Heiligen Römischen Reichs im Gebiet des Elsasses und der Pfalz, die vom 12. Jahrhundert an in den Quellen aufscheint. Hinweise zur Entstehung der Landgrafschaft sind zeitgenössisch nicht überliefert. Allgemein wird angenommen, dass sie wie andere Landgrafschaften in den Jahren zwischen 1130 und 1135 unter König Lothar von Supplinburg gegründet wurde. Sie ist nicht zu verwechseln mit der Landvogtei Unterelsass, die im Jahr 1274 von König Rudolf von Habsburg eingerichtet wurde. Die Landgrafschaft im Unterelsass führte, seit sie 1359 von den Erben an den Bischof von Straßburg verkauft wurde, ein Schattendasein als bloßer Titel ohne Inhalt. Zuletzt erlangte sie Bedeutung im Westfälischen Frieden von 1648, in dem Frankreich unter anderem die Landgrafschaft im Unterelsass und die Landgrafschaft im Oberelsass zugesprochen wurden.

## Geschichte
Es wird angenommen, dass die Landgrafschaft im Unterelsass wie andere Landgrafschaften in den Jahren zwischen 1130 und 1135 unter König Lothar von Supplinburg gegründet wurde. In der Einsetzung der Landgrafen ist in der Hauptsache ein Mittel zur Festigung der Reichsgewalt gegen ein Überhandnehmen der sich um diese Zeit bildenden Territorien gesehen worden. Die politische Situation im Elsass und der Pfalz um diese Zeit war zweigeteilt. Neben Gebieten, welche bereits unter der Oberhoheit von Grafen oder grafenbürtigen Geschlechtern standen, gab es noch weite Landstriche, die sich auf ihre direkte Abhängigkeit vom König stützend, noch nicht hatten „territorialisieren“ lassen. Hier war somit ein Arbeitsbereich vorgezeichnet für einen Landgrafen. Das Landgrafenamt im Unterelsass wurde den Grafen von Hüneburg übertragen, die sich nach der Hüneburg bei Dossenheim nannten. Das Landgrafenamt wurde mit Reichslehen als Amtsgut ausgestattet, so dass sich ein Landgraf standesgemäß versorgen konnte, selbst wenn er nicht oder kaum im Unterelsass begütert war. Diese Ausstattung mit Amtsgut zeigt, dass die Landgrafschaft kein Territoriallehen war, sondern ein Amtslehen, das sich über ein gewisses Gebiet erstreckte. Der Landgraf übte im Namen des Königs die gerichtliche Oberhoheit über die Königsleute und Königsdörfer aus.
Nach etwa 40 Jahren der Verwaltung des Amtes durch die Grafen von Hüneburg scheint Landgraf Gottfried nach dem Jahr 1175 verstorben oder abgesetzt worden zu sein. Die Staufer behielten nun für 20 Jahre bis 1196 die Landgrafschaft im Unterelsass in eigener Hand. Im Jahr 1196 gab Kaiser Heinrich VI. die Landgrafschaft in unteren Elsass erneut als Lehen aus, nun an Sigebert, Graf von Werd, einen der mächtigsten Herren im Unterelsass. Die Landgrafenwürde blieb in der Folge bei dessen Familie.
Ein weiteres im Unterelsass ansässiges Geschlecht, die Herren von Lichtenberg von der Burg Lichtenberg bei Lichtenberg, trug sich lange Zeit mit dem Plan des Erwerbs der Landgrafenwürde, da die zur Landgrafschaft gehörigen Güter ideal zur Abrundung und Erweiterung ihres Territoriums, der Herrschaft Lichtenberg, geeignet schienen. Ein erster Vorstoß erfolgte 1259. Ludwig von Lichtenberg ließ sich von dem letzten Staufer Konradin mit der Landgrafschaft im unteren Elsass belehnen, allerdings unter der Bedingung, dass er sich ohne Schaden des Königs auf eigene Gefahr und Kosten derselben zu bemächtigen suche. Als die Lichtenberger ihr Vorhaben nicht verwirklichen konnten, suchten sie durch Einheirat in eine günstige Erbposition zu kommen. Zwei Eheschließungen zwischen den Häusern Werd und Lichtenberg vor 1278 und 1317 glückten, eine dritte bereits vereinbarte Ehe erhielt 1332 wegen zu naher Verwandtschaft (Geschwisterkinder) keinen päpstlichen Ehedispens. Anfang des 14. Jahrhunderts kamen die Grafen von Werd in Geldverlegenheit und verkauften 1332 die Hälfte der zur Landgrafschaft gehörigen Güter an die Herren von Lichtenberg, die unterdessen selbst zu den mächtigsten Herren im Unterelsass aufgestiegen waren. Die nun verkümmerte Landgrafenwürde gebührte indessen dem letzten Spross der ehemals mächtigen Grafen von Frankenberg-Werd, Johann von Werd, der in Geistesschwachheit dahindämmerte, bis er 1376 verstarb.
Die Grafen von Oettingen als dessen Erben, Vater und Sohn, beide den Vornamen Ludwig tragend, veräußerten inzwischen die letzten Rechte und Lehen, die ihnen noch von der Landgrafschaft geblieben waren. Der Straßburger Bischof Johann von Lichtenberg verhandelte das Ende der Landgrafschaft und erwarb schließlich für sein Stift die Landgrafschaft und das Landgericht des Unterelsass mit einem großen Güterkomplex, den er den Grafen von Oettingen im Jahr 1359 für einen sehr bedeutenden Preis abkaufte. Mit welchen Geldsummen er dabei operierte, ist aus einer Rechnungsablage vor dem Domkapitel, die er im Jahr 1359 vornahm, ersichtlich. Danach hatte der Bischof binnen sechs Jahren durch Verkauf von Stiftsgütern u. a. nahezu an 12.000 Mark Silber, die Mark zu 6 Goldgulden gerechnet, vereinnahmt und über 12.500 Mark für den Erwerb der Landgrafschaft, den Wiederkauf des Zolls in der Stadt Straßburg u. a. verausgabt.
Zuletzt hört man von der Landgrafschaft im Westfälischen Frieden von 1648, in dem Frankreich unter anderem die Landgrafschaft im Unterelsass und die Landgrafschaft im Oberelsass zugesprochen wurden.

## Liste der Landgrafen im Unterelsass
Die Angaben in eckigen Klammern ([…]) beziehen sich auf die Fundstellen in den Europäischen Stammtafeln ([Band, Tafel])
- Grafen von Hüneburg:
  - Dietrich, Graf von Hüneburg, um 1135 Landgraf im (Unter-)Elsass [XVIII 152]
  - Gottfried, Graf von Hüneburg, 1143/75 Landgraf im (Unter-)Elsass [XVIII 152]
- 1175–1196 Verwaltung als Kronland, dann wieder neu verliehen
- Grafen von Werd:
  - Sigebert IV. von Werd, † nach 1226, 1189 Graf von Werd, 1191 Graf von Rixingen, 1196 Landgraf im Elsass [XVIII 146]
  - Heinrich I. von Werd, † 1238, 1218 Graf von Werd, 1229 Landgraf im Elsass [XVIII 146]
- 1239–1260 Vakanz
  - Heinrich II. Sigebert von Werd, † 1278, 1238 Landgraf im Elsass, Graf von Werd [XVIII 146]
  - Johannes I. von Werd, † 1308, 1280 Landgraf im Elsass, 1301 Landgraf im Unterelsass (Landgravius inferior)
  - Ulrich von Werd, † 1344, 1308 Graf von Werd, 1324 Landgraf im Elsass [XVIII 146]
  - Ludwig X. von Oettingen, † 1370, Landgraf im Elsass, [XVI 98], verkauft 1359 an den Bischof Johann von Lichtenberg
- 1359–1648 Verwaltung durch das Hochstift Straßburg
- 1648 an Frankreich abgetreten

## Belege
1. ↑  F. Eyer 1970, S. 162
2. ↑  F. Eyer 1970, S. 163
3. ↑  F. Eyer 1970, S. 166
4. ↑  F. Eyer 1970, S. 167
5. ↑  F. Eyer 1970, S. 174
6. ↑  F. Eyer 1970, S. 167
7. ↑  F. Eyer 1970, S. 175
8. ↑  F. Eyer 1970, S. 175
9. ↑  F. Eyer 1970, S. 176
10. ↑  F. Eyer 1970, S. 176
11. ↑  Wilhelm Wiegand: Johann II. (Bischof von Straßburg). In: Allgemeine Deutsche Biographie (ADB). Band 14, Duncker & Humblot, Leipzig 1881, S. 419 f.
12. ↑  F. Eyer 1970, S. 178